# Martas

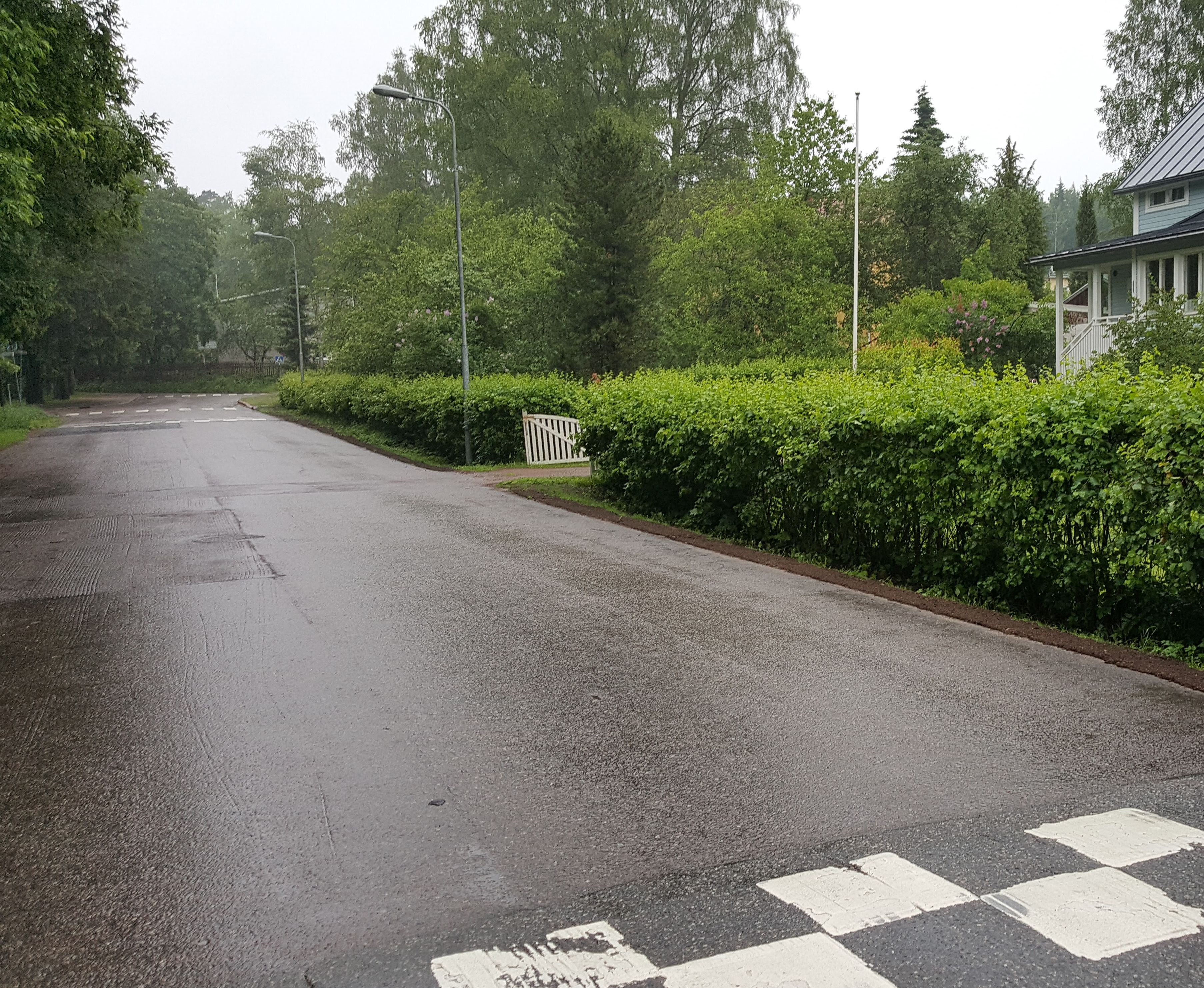
Gatuvy 2016.

Martas (på finska Marttila ) är en stadsdel i Helsingfors stad och utgör en del av Sockenbacka distrikt. 
Martas byggdes efter andra världskriget med så kallade frontmannahus och fortfarande domineras stadsdelen av småhusbebyggelse. 